# Фроленкова Надія
Наді́я Фроленко́ва (* 1989) —  українська танцюристка на льоду.

## Життєпис
Народилась 1989 року. 
Фігурним катанням займалась під керунком тренерки Галини Чурілової. Разом із партнером Віталієм Нікіфоровим є дворазовими срібними призерами Чемпіонатів України з фігурного катання на ковзанах. Пройшли відбір на Чемпіонат світу 2014 року в Сайтамі, але були змушені відмовитися від участі через травму спини Фроленкової. 
Разом із партнером Михайлом Касалом виграла бронзові медалі на Зимовій Універсіаді 2011 року, Golden Spin у Загребі 2008 року та двох юніорських Гран-прі ISU , а також посіла 13 місце на Чемпіонаті Європи 2011 року.
Учасниця Зимової Універсіади-2011. 